# Моята седмица с Мерилин
„Моята седмица с Мерилин“ (на английски: My Week with Marilyn) е британски драматичен филм от 2011 г. на режисьора Саймън Къртис. Сценарият, написан от Ейдриън Ходжис, е базиран на книгите „The Prince, The Showgirl and Me“ и „My Week with Marilyn“ на Колин Кларк.

## Актьорски състав
| Актьор         | Роля           |
| -------------- | -------------- |
| Мишел Уилямс   | Мерилин Монро  |
| Кенет Брана    | Лорънс Оливие  |
| Еди Редмейн    | Колин Кларк    |
| Ема Уотсън     | Луси           |
| Дъгрей Скот    | Артър Милър    |
| Доминик Купър  | Милтън Грийн   |
| Джулия Ормънд  | Вивиан Лий     |
| Джуди Денч     | Сибил Торндайк |
| Дерек Джейкъби | Оуен Морсхед   |
| Зои Уонамейкър | Пола Страсберг |
| Филип Джаксън  | Роджър Смит    |
| Тоби Джоунс    | Артър Джейкъбс |

## Награди и номинации
| Категория                               | Номиниран(и)                         | Резултат                    |
| Оскар (26 февруари 2012 г.)             | Оскар (26 февруари 2012 г.)          | Оскар (26 февруари 2012 г.) |
| --------------------------------------- | ------------------------------------ | --------------------------- |
| Най-добра женска роля                   | Мишел Уилямс                         | номинация                   |
| Най-добра поддържаща мъжка роля         | Кенет Брана                          | номинация                   |
| Награда на БАФТА (12 февруари 2012 г.)  |                                      |                             |
| Най-добър британски филм                | Най-добър британски филм             | номинация                   |
| Най-добри костюми                       | Най-добри костюми                    | номинация                   |
| Най-добър грим и прически               | Най-добър грим и прически            | номинация                   |
| Най-добра актриса в главна роля         | Мишел Уилямс                         | номинация                   |
| Най-добър актьор в поддържаща роля      | Кенет Брана                          | номинация                   |
| Най-добра актриса в поддържаща роля     | Джуди Денч                           | номинация                   |
| Златен глобус (15 януари 2012 г.)       |                                      |                             |
| Най-добра актриса в мюзикъл или комедия | Мишел Уилямс                         | награда                     |
| Най-добър филм – мюзикъл или комедия    | Най-добър филм – мюзикъл или комедия | номинация                   |
| Най-добър актьор в поддържаща роля      | Кенет Брана                          | номинация                   |
| Сателит (18 декември 2011 г.)           |                                      |                             |
| Най-добра актриса                       | Мишел Уилямс                         | номинация                   |
| Най-добър актьор в поддържаща роля      | Кенет Брана                          | номинация                   |
| Емпайър (25 март 2012 г.)               |                                      |                             |
| Най-добра актриса                       | Мишел Уилямс                         | номинация                   |